# Teo Teocoli
Teo Teocoli, né Antonio Teocoli à Tarente le 25 février 1945, est un acteur italien, animateur de télévision, chanteur et écrivain, apparaissant depuis 1975 dans une trentaine de productions principalement italiennes.

## Biographie
Antonio Teocoli est né à Tarente le 25 février 1945 de parents originaires de Reggio de Calabre, et a grandi dans ce dernier jusqu'à 5 ans dans le quartier populaire « Sbarre » avant de s'installer à Milan. Adolescent, il s'est produit en tant que chanteur de rock'n'roll dans les clubs de sa ville, comme Santa Tecla, avec son complexe, I Demoniaci.
Dans les années 1970 et 1980, il fait ses débuts comme comédien et artiste de cabaret au Derby de Milan, aux côtés d'autres comédiens  comme Massimo Boldi, Renato Pozzetto et Giorgio Faletti,.

## Discographie

### 45 tours
- 1965 : Una mossa sbagliata/Mi son svegliato (Dischi Ricordi, SRL 10.401)
- 1966 : Una bambolina che fa no no no/Non ci sarò (Dischi Ricordi, SRL 10.443; avec i Quelli)
- 1967 : Carolina nu parte cchiù/Scapricciatello (Clan Celentano, ACC 24060)
- 1967 : Le vitamine/Scapricciatello (Clan Celentano, ACC 24062)
- 1984 : Gitana/Il guazzabuglio (Compagnia Generale del Disco, CGD, 10568)
- 1989 : Por un beso me mareo/ Macho Camicho's band (Alpharecord, AR 3011)
- 1990 : Te-O'/Te-O' (versione strumentale) (Five Record, FM 13268)

### Album
- 1970 : Hair - version italienne (RCA Italiana, PSL 10479; avec Loredana Bertè, Renato Zero)

## Filmographie partielle
- 1971 : Paul et Françoise (Paolo e Francesca) de Gianni Vernuccio
- 1975 : Le Patron et l'Ouvrier
- 1976 : L'Italia s'è rotta
- 1976 : Le Bataillon en folie
- 1977 : Valentina, Una Ragazza Che Ha Fretta
- 1978 : L'inquilina del piano di sopra
- 1978 : Il balordo
- 1979 : L'imbranato
- 1979 : Saxophone
- 1979 : Liquirizia
- 1979 : Profumo di classe
- 1980 : Ciao marziano
- 1981 : L'onorevole con l'amante sotto il letto
- 1981 : Spaghetti à mezzanotte
- 1981 : Una vacanza bestiale
- 1981 : Tutto compreso
- 1982 : Si ringrazia la regione Puglia per averci fornito i milanesi
- 1982 : Sturmtruppen II (Sturmtruppen 2 - Tutti al fronte) de Salvatore Samperi
- 1982 : Eccezzziunale ... veramente
- 1983 : Drive in
- 1984 : Diego al 100%
- 1985 : Grand Hôtel
- 1986 : Grandi magazzini
- 1987 : Missione eroica - I pompieri 2
- 1987 : Tutti in palestra
- 1987 : Mes quarante premières années
- 1988 : I giorni del commissario Ambrosio
- 1991 : Abbronzatissimi
- 1991 : I tre moschettieri (1991)
- 1991 : L'odissea
- 1991 : Mai dire TV
- 1992 : I vicini di casa
- 1995 : Croce e delizia
- 1996 : Papà dice messa
- 2000 : Bibo per sempre
- 2011 : Bar Sport
- 2012 : I 2 soliti idioti
- 2016 : Forever Young